# Reichskommissariat Ukraine
Il Reichskommissariat Ukraine è stata l'amministrazione civile nel territorio dell'Ucraina durante l'occupazione tedesca seguita all'operazione Barbarossa dal 1941 al 1944. Qualche mese prima dell'instaurazione dell'amministrazione, quando le truppe sovietiche si ritiravano da Leopoli nell'estate del 1941, il leader dell'Esercito Insurrezionale Ucraino, Stepan Bandera, con l'"Atto di restaurazione dello Stato ucraino" aveva annunciato la creazione di uno stato ucraino indipendente e aveva dichiarato di voler sostenere la guerra della Germania nazionalsocialista, guidata da Hitler, contro Mosca, con l'obiettivo di formare uno Stato sovrano su tutto il territorio ucraino e di favorire l'affermazione di un nuovo ordine mondiale. La Germania nazista reagì negativamente alle richieste dei nazionalisti ucraini e invase la regione, istituendo invece il Reichskommissariat Ukraine.

## Suddivisione amministrativa
- Volinia e Podolia (capoluogo Luc'k) - Amministrata da Heinrich Schöne
- Žytomyr (capoluogo Žytomyr) - Amministrata da Kurt Klemm e poi Waldemar Magunia dal 1942
- Kiev (capoluogo Kiev)- Amministrata da Waldemar Magunia fino al 1942
- Mykolaïv (capoluogo Mykolaïv) - Amministrata da Ewald Oppermann
- Dnipropetrovs'k (capoluogo Dnipropetrovs'k) - Amministrata da Claus Selzner
- Krim (capoluogo Melitopol) - Amministrata da Alfred Frauenfeld (inizialmente includeva la Tauride, parte nord della Crimea)

### Amministratori tedeschi
- Ministro del Reich per i territori occupati dell'Est Alfred Rosenberg
- Reichskommissar Erich Koch
- Generalkommissar Ernst Leyser
- Gebietkommissar Steudel
- SS-Obergruppenfuhrer Gottlob Berger
- Georg Leibbrandt
- Otto Brautigam

### Amministratori locali tedeschi
- SS-Gruppenführer Walther Schimana
- SS-Brigadeführer Fritz Freitag
- SS-Brigadeführer Sylvester Stadler
- SS-Brigadeführer Nikolaus Heilmann
- SS-Hauptsturmführer Otto Behrendt
- SS-Sturmbannführer Wolf-Dieter Heike
- SS-Hauptsturmführer Herben Schaaf
- SS-Hauptsturmführer Herbert Schaut
- SS-Gruppenführer     Adolf von Bomhard

### Volontari ucraini nell'esercito tedesco
- Abwehr/Brandemburg unità speciale sabotatori oltre le linee sovietiche "Reggimento Burrasca"
- 14. Waffen-Grenadier-Division der SS (Ukrainische Nr. 1)
- Freiwilligen-Stamm-Regiment 3 & 4 (Russi e Ucraini)
- Esercito Nazionale Ucraino

### Giornali propaganditici
- Ukrainskyi Dobrovoletz (Il combattente ucraino)

### Organizzazioni anticomuniste ucraine
- Organizzazione dei nazionalisti ucraini (OUN)
- Esercito Insurrezionale Ucraino (UPA)
- Comitato Nazionale Ucraino
- 15. SS-Kosaken Kavallerie Korps

### Comandanti ucraini
- Generale Pavlo Schandruk

### Amministratori locali ucraini
- Oleksander Ohloblyn (Sindaco di Kiev, 1941)
- Volodymyr Bahaziy (Sindaco di Kiev, 1941 - 1942)
- Leontii Forostivsky (Sindaco di Kiev, 1942 - 1943)
- Mykola Velychkivsky (Capo del Comitato Nazionale Ucraino a Kiev, dimissionario nel 1942, poi emigrato)
- Fedir Bohatyrchuk (Capo della croce rossa ucraina, 1941 - 1942)
- Ivan Rohach (Giornalista, giustiziato nel 1942)
- Oleksii Kramarenko (Sindaco di Charkiv, 1941 - 1942, giustiziato dai tedeschi nel 1943)
- Oleksander Semenenko (Sindaco di Charkiv, 1942 - 1943)
- Paul Kozakevich (Sindaco di Charkiv, 1943)
- Aleksandr Sevastianov (Sindaco di Vinnycja, 1941 – ?)